# BRAIN VALLEY
BRAIN VALLEY（ブレイン・ヴァレー）は、瀬名秀明が1997年に発表したSF小説。第19回日本SF大賞を受賞した。
ヒトの意識、神の起源などテーマとしている。脳科学、霊長類学、人工知能などの科学知識が盛り込まれ、体外離脱や臨死体験、百匹目の猿なども扱っている。専門用語が頻出するが難解さを狙ったのではなく、瀬名によれば、「『ジュラシックパーク』のようにエンターテインメントという乗り物に乗せて科学の面白さを伝えたいと思った」とのこと。そのための解説的な本も出版された。

## 内容

### 主要登場人物
- 孝岡護弘（たかおか　もりひろ）：主人公。脳科学者、分子生物学者。
- メアリーアン・ピータースン：白人女性、医師。
- 北川嘉朗（きたかわ　よしろう）：ブレインテック研究所長、医師。老齢。
- ウォレン・パーカー：黒人男性。人工知能研究者。
- ジェイコブ・ピータースン：メアリーの息子の一人。
- 秦野真奈美（はたの　まなみ）：研究生で霊長類学者の卵。チンパンジー・ハナの世話役。
- 富樫玲子（とがし　れいこ）：北川の秘書
- 加賀彗樹（かが　さとき）：
- 広沢亮（ひろさわ　とおる）：
- 孝岡裕一（たかおか　ゆういち）：護弘の息子、同性愛者。
- 鏡子：船笠村の住民、美人。

### あらすじ
あるテレビ局のロケーション撮影事故からプロローグが始まるが、これは後々の伏線になっている。
主人公の脳科学者孝岡護弘はある神経伝達物質の受容体（レセプター）を特定したため「ブレインテック」という研究所に主任部長として招待される。ブレインテックは山の谷間に位置していたためシリコンヴァレーにちなんで「ブレインヴァレー」と呼ばれていた。この研究所はなぜか辺鄙な船笠村に充実した設備を構えていて、所長の北川嘉朗はあまりにも掴み所がなく、「向こう側」という意味不明の言葉に孝岡は引っかかりを覚えるが…？ そして「オメガ・プロジェクト」とは…？

## 書誌情報
- 『BRAIN VALLEY』上、下（上製本）角川書店
- 『BRAIN VALLEY』上、下（文庫本）角川書店〈角川文庫〉
- 『BRAIN VALLEY』上、下（文庫本）新潮社〈新潮文庫〉